# Drijfbalk

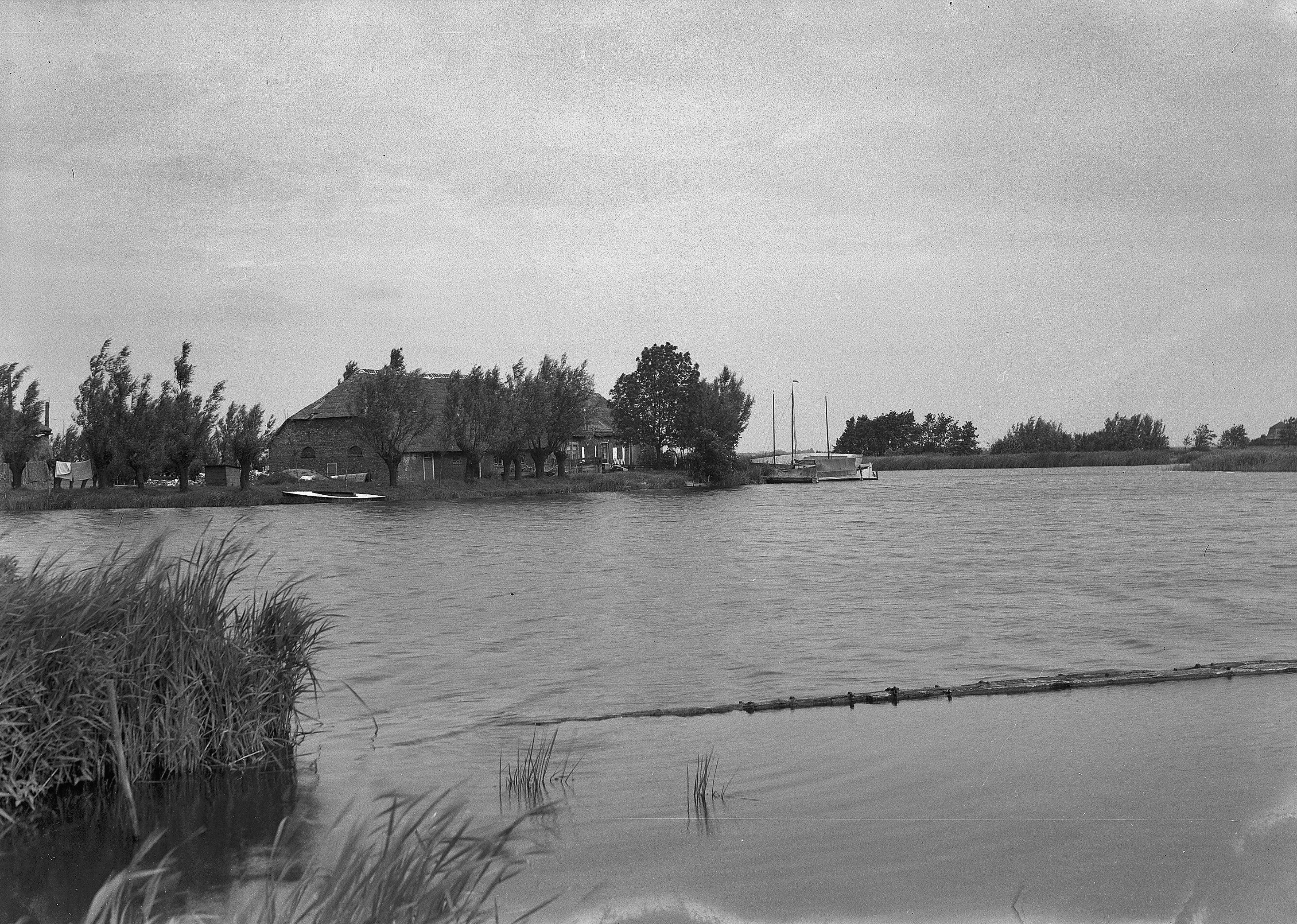
Drijfbalk langs de Rottekade in de Rottemeren (1943)

Een drijfbalk is een verankerde, op het water drijvende houten balk of boomstam die golfslag of drijvende voorwerpen tegenhoudt.
Drijfbalken werden vroeger gebruikt om de afkalving van oevers door golfslag tegen te gaan. Omdat oevers van meren vaak nog geen harde beschoeiing hadden bestond het gevaar van oeverafslag. Drijfbalken werden ook benut om bij poldermolens en gemalen drijfvuil te keren dat bij het onderhoud van watergangen los raakt en door een krooshek niet wordt tegengehouden, zoals bijvoorbeeld kroos en resten van waterplanten. Soms worden drijfbalken ook, in plaats van boeien, gebruikt om in een meertje een zwembereik af te bakenen.
Tevens kan een drijfbalk als afsluitboom door beambten worden gebruikt om de toegang tot een haven mee te beheren, zoals bij de Rotterdamse Binnenhaven en Entrepothaven.

## Voorbeelden
Langs de oost- en zuidoostoever van de Rottemeren waren tot midden 1960 drijfbalken aangebracht om de oever tegen golfslag te beschermen.
In de Dommel liggen drijfbalken voor de ingang van de duiker onder het Wilhelminakanaal, om grote drijvende voorwerpen tegen te houden, opdat de duiker niet verstopt raakt. 